# Чучмань
Чучмань — річка в Україні, у Куликівському районі Чернігівської області. Права притока Укши (басейн Дніпра).

## Опис
Довжина річки приблизно 6,3 км. Повністю каналізована.

## Розташування
Бере початок у Орлівці. Тече переважно на південний захід і на південному заході від Грабівки впадає у річку Укшу, ліву притоку Спеціва.